# Baltazaria tjibodas
Baltazaria tjibodas är en stekelart som först beskrevs av Johan George Betrem 1941.  Baltazaria tjibodas ingår i släktet Baltazaria och familjen brokparasitsteklar. Inga underarter finns listade.